# James Hayter (acteur)
Pour les articles homonymes, voir James Hayter et Hayter.
James Hayter est un acteur britannique, né à Lonavala, Inde, le 23 avril 1907, et mort le 27 mars 1983.

## Biographie
Il sort diplômé de la Royal Academy of Dramatic Art. Pendant la seconde guerre mondiale  il sert dans le Royal Armoured Corps. En 1946 il tient le premier rôle dans l'une des premières sitcom de la BBC Pinwright's Progress.

## Filmographie partielle
- 1947 : L'Homme d'octobre (The October Man) de Roy Baker
- 1947 : Au bout du fleuve (The End of the River) de Derek N. Twist
- 1948 : La Grande Révolte (Bonnie Prince Charlie) de Anthony Kimmins
- 1949 : The Spider and the Fly de Robert Hamer
- 1949 : Le Lagon bleu (The Blue Lagoon) de Frank Launder
- 1950 : Trio de Ken Annakin et Harold French
- 1951 : Le Retour de Bulldog Drummond (Calling Bulldog Drummond) de Victor Saville
- 1952 : The Great Game de Maurice Elvey
- 1952 : Robin des Bois et ses joyeux compagnons (The Story of Robin Hood and His Merrie Men) de Ken Annakin
- 1952 : Le Corsaire rouge (The Crimson Pirate) de Robert Siodmak
- 1954 : Le Beau Brummel (Beau Brummel) de Curtis Bernhardt
- 1955 : La Terre des pharaons (Land of the Pharaohs) de Howard Hawks
- 1956 : It's a Wonderful World de Val Guest
- 1957 : En avant amiral ! (Carry On Admiral) de Val Guest
- 1957 : Pour que les autres vivent (Seven Waves Away) de Richard Sale
- 1958 : L'Inspecteur de service (Gideon’s Day) de John Ford
- 1959 : Les 39 Marches (The 39 Steps) de Ralph Thomas
- 1967 : Le Défi de Robin des Bois (A Challenge for Robin Hood) de C.M. Pennington-Richards
- 1971 : La Nuit des maléfices (The Blood on Satan's Claw) de Piers Haggard
- 1971 : La Grande Aventure de James Onedin (The Onedin Line) de Cyril Abraham : Joshua Webster